# Anoura cadenai
Anoura cadenai is een vleermuis uit het geslacht Anoura.

## Kenmerken
Deze soort heeft een korte, zeer donkere vacht. Hij is groter dan kleine Anoura als A. caudifer en A. luismanueli, maar kleiner dan de meeste andere soorten. De staart ontbreekt. De totale lengte bedraagt 59,0 tot 61,0 mm, de voorarmlengte 36,12 tot 36,97 mm, de oorlengte 11,0 tot 15,0 mm en de schedellengte 23,1 tot 23,8 mm.

## Verspreiding
Deze soort komt voor aan de westkant van de zuidwestelijke Andes van Colombia. Dit gebied vormt het oostelijke deel van de Chocó. A. cadenai leeft er van 800 tot 1400 m hoogte.

## Naamgeving
De soort is net als Lonchophylla cadenai genoemd naar Dr. Alberta Cadena, curator zoogdieren aan het Colombiaanse Instituto de Ciencias Naturales. Deze soort komt samen met A. cultrata en A. caudifer voor; in een aantal kenmerken staat hij tussen deze twee soorten in.